# Автошлях E39
Європейський маршрут E39 — це позначення 1 330-кілометрів-long (830 миля) північ-південь дороги в Норвегії та Данії, що йде від Клетта на південь від Тронгейма до Ольборга через Берґен, Ставанґер та Крістіансанн. Усього існує дев'ять поромів, найбільша кількість поромів для однієї дороги в Європі.
У Тронгеймі є сполучення з E6 та E14. В Олесунні — з E136, у Берґені — з E16, у Гауґесунні — з E134, у Крістіансанні — з E18 і в Ольборзі — з E45.

## Норвезька ділянка

Маршрут E39 показаний на мапі Західної/Південної Норвегії

У Норвегії E39 є частиною норвезької національної дорожньої системи і як такий розроблений та підтримується адміністрацією громадських доріг. E39 — це в основному двосмугова нероздільна дорога, лише відносно короткі ділянки поблизу Ставанґера, Тронгейма та Берґена є автомагістралями або напів магістралями.

### Фюльке Тренделаґ
Тронгейм
- E6707 з'єднання Клетт
- Udduvoll bru

Мельхус
- Напів автострада Есенн—Тгамсгавн/Орканґер (22 км)
- 2 платні станції в Есенн/Бувіка та Тгамсгавн

Скаун
Орклен
- 65 Орканґер

Гайм
- пором із Галси до Канестраума в Тінґволлі (20 хвилин, платний)

### Мере-оґ-Ромсдал
Тинґволл
- Міст Берґсойсунн 931 м

Емнес
- Міст Емнесунн 1257 м

Молде
- Аеропорт Молде, Ор

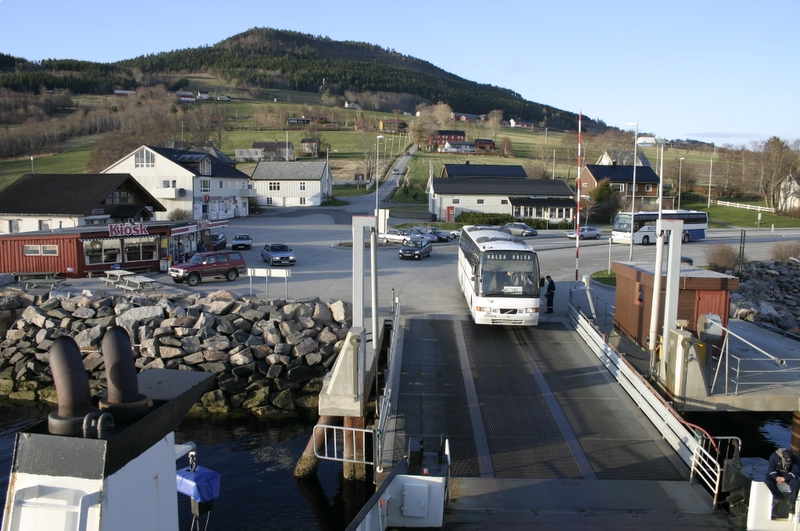
Паромний причал Галса

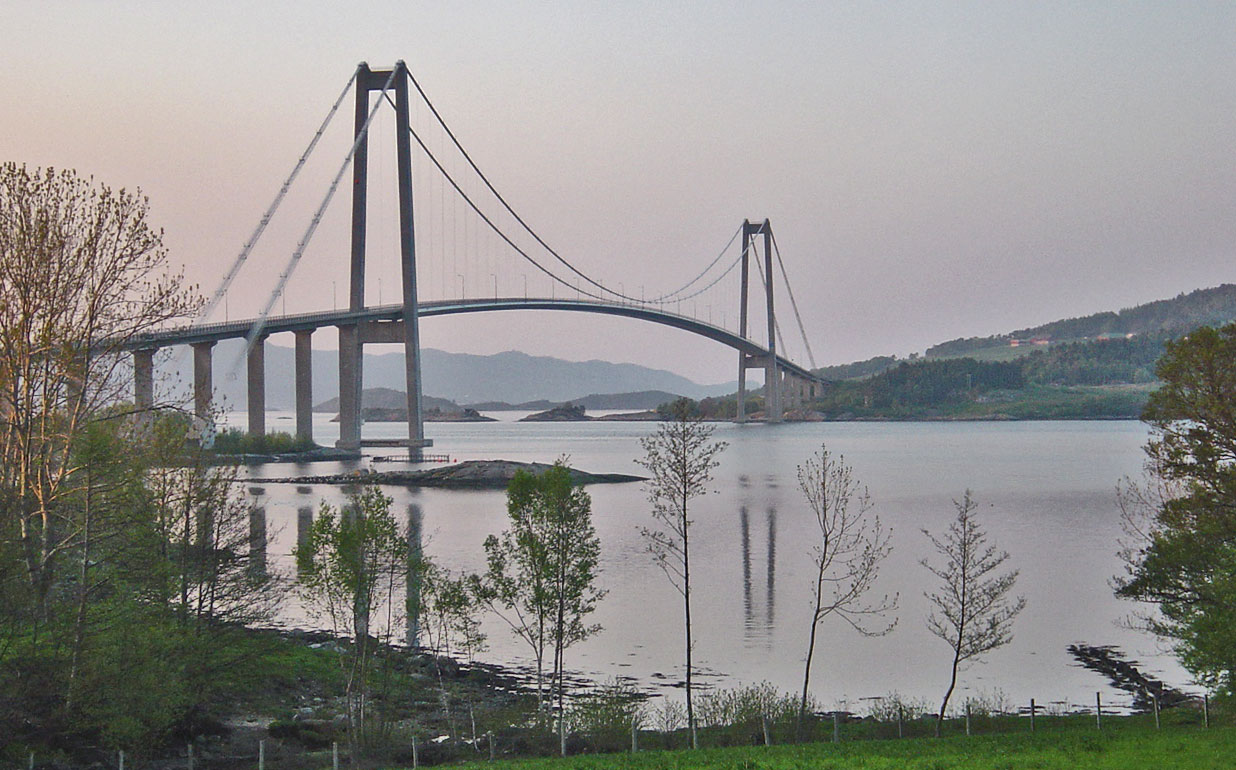
Міст Емнессунн

- 64 → Фаннефіордстуннелен напрямок Ондалснес
- пором із Молде у Вестнес (док Фурнес, 35 хвилин)

Вестнес
- E136 у Скоргенесі, збігається з E39 до Спйєлкавіка

Олесунн
- 650 Шехолт → Паромний причал Лінге
- E136 у Спйєлкавіка, збігається з E39 від Скорґенеса в Тресфіорді

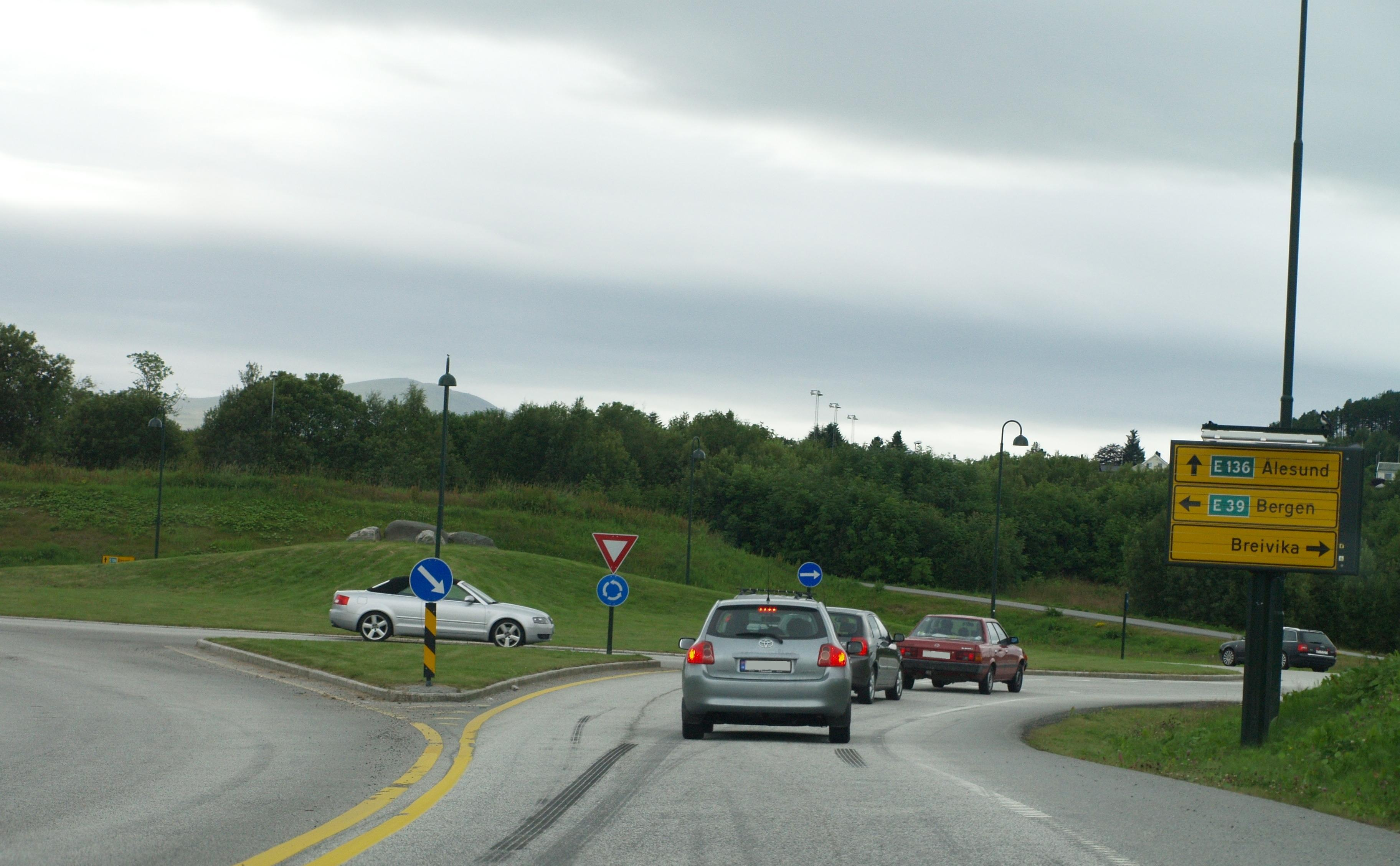
Кругова розв'язка в Олесунні

- Веґсуннбруа

Сула
- пором із Солавоґена до Фестея в Ерста (20 хвилин, платний)

Ерста
- 655 Ерста

Волда
- 653 Фурене → Ейксуннський тунель
- Новий маршрут без порому Волда — Фірде — Ґродос — Нордфіордайд
- Квівенський тунель, 6 490 метрів (21 290 фут)

### Фюльке Вестланн

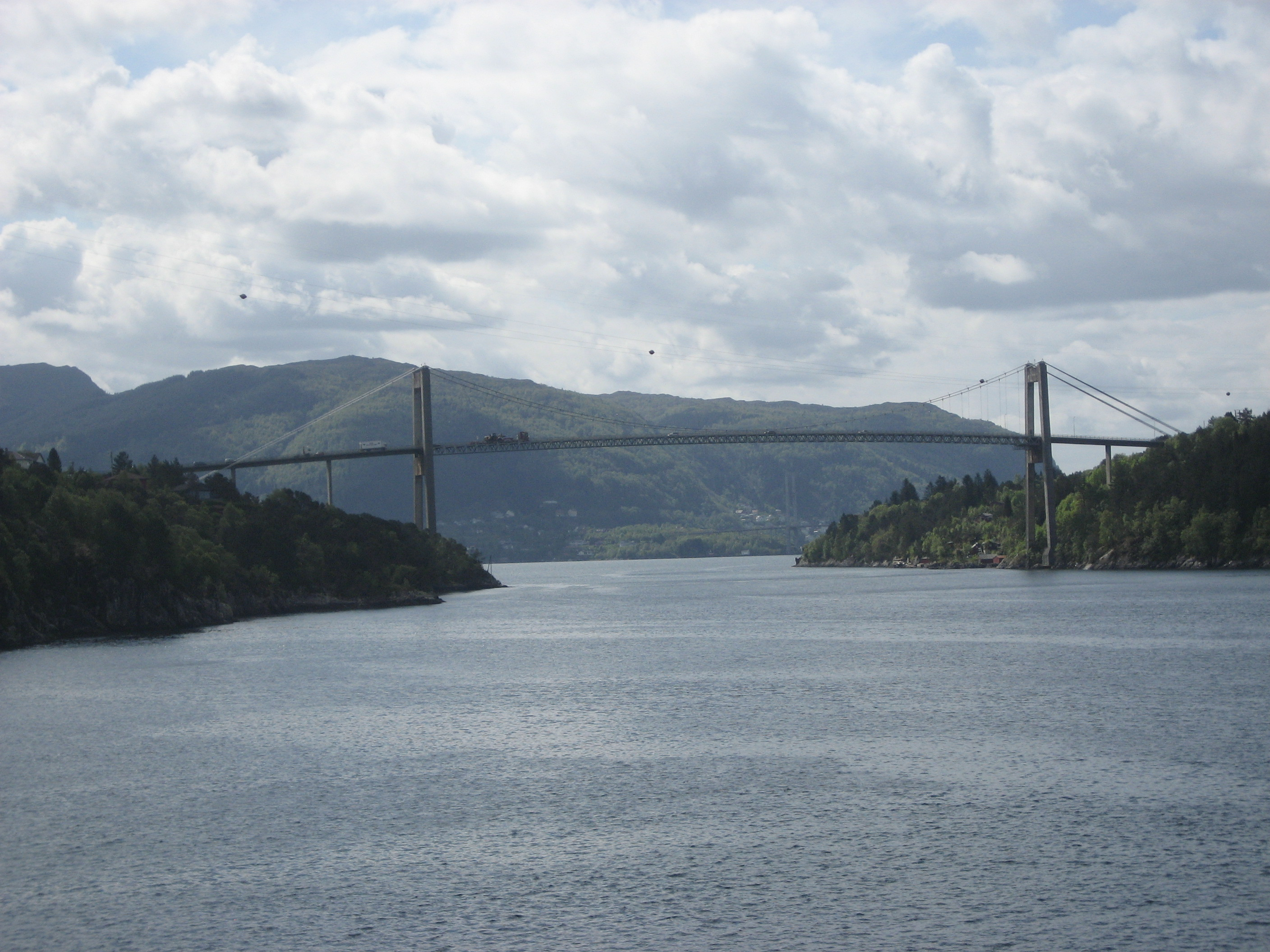
Міст Гаґелсунн

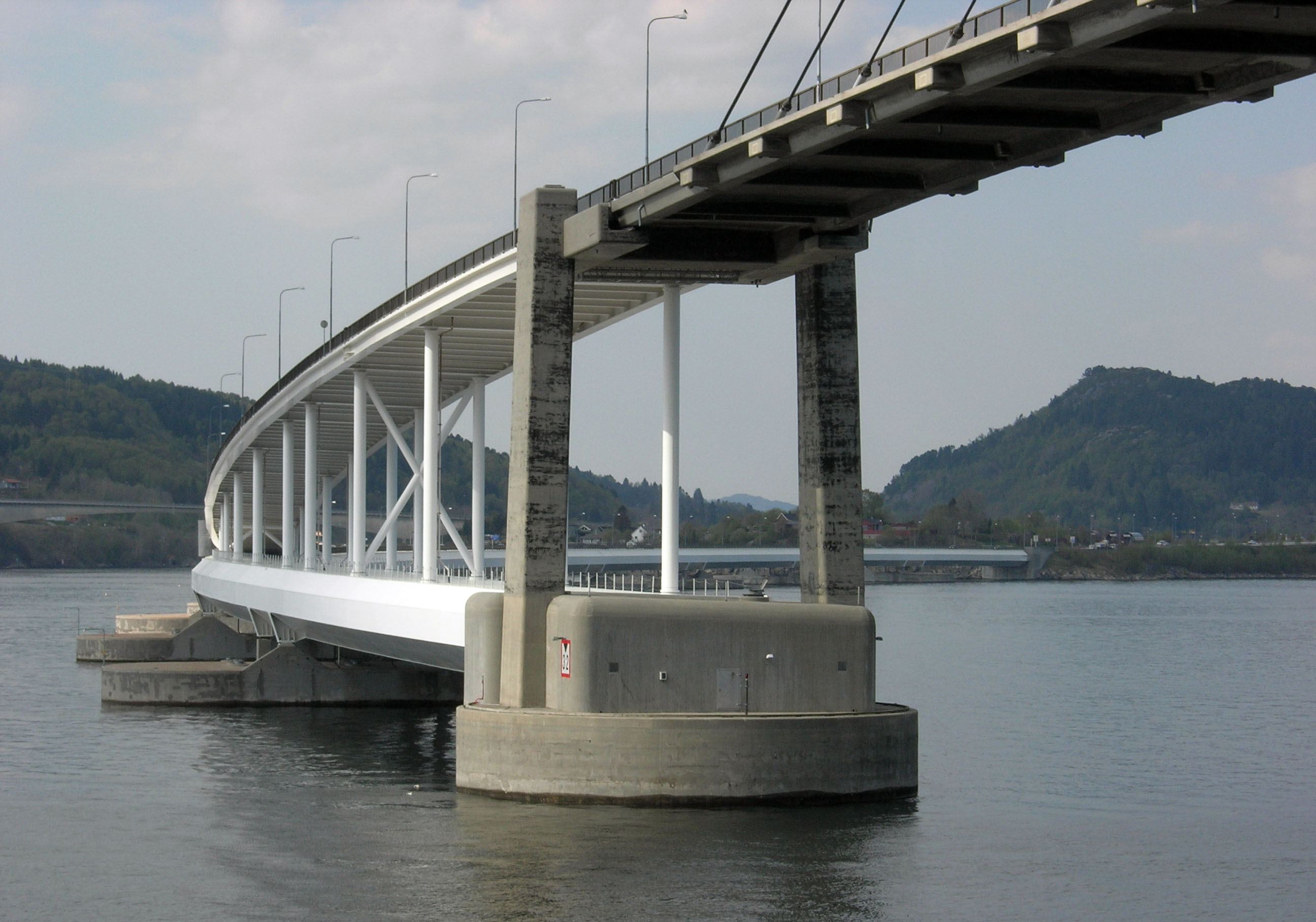
Понтонний міст Нордгордланнсбруа в Берґені

Стад

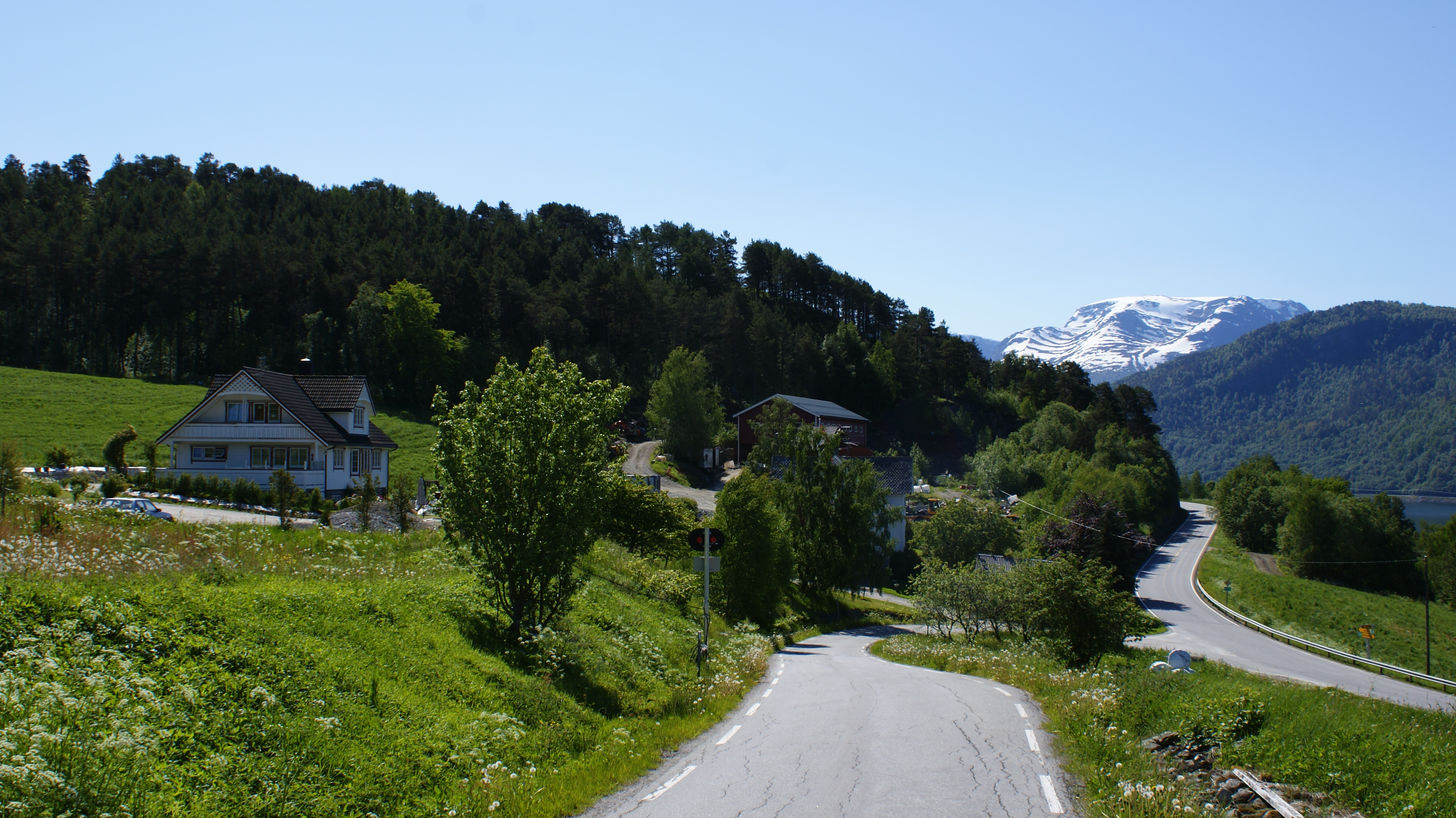
Поворот E39 на Анда біля аеропорту Сандан

- 15 біля мосту Лайвдола, збігається з E39 до Нордфіордайд

Глоппен
- Пором із Лоте до Анда (10 хв., 1–2 рейси на годину, платний)

- 60 у Биркєло

Суннфіорд

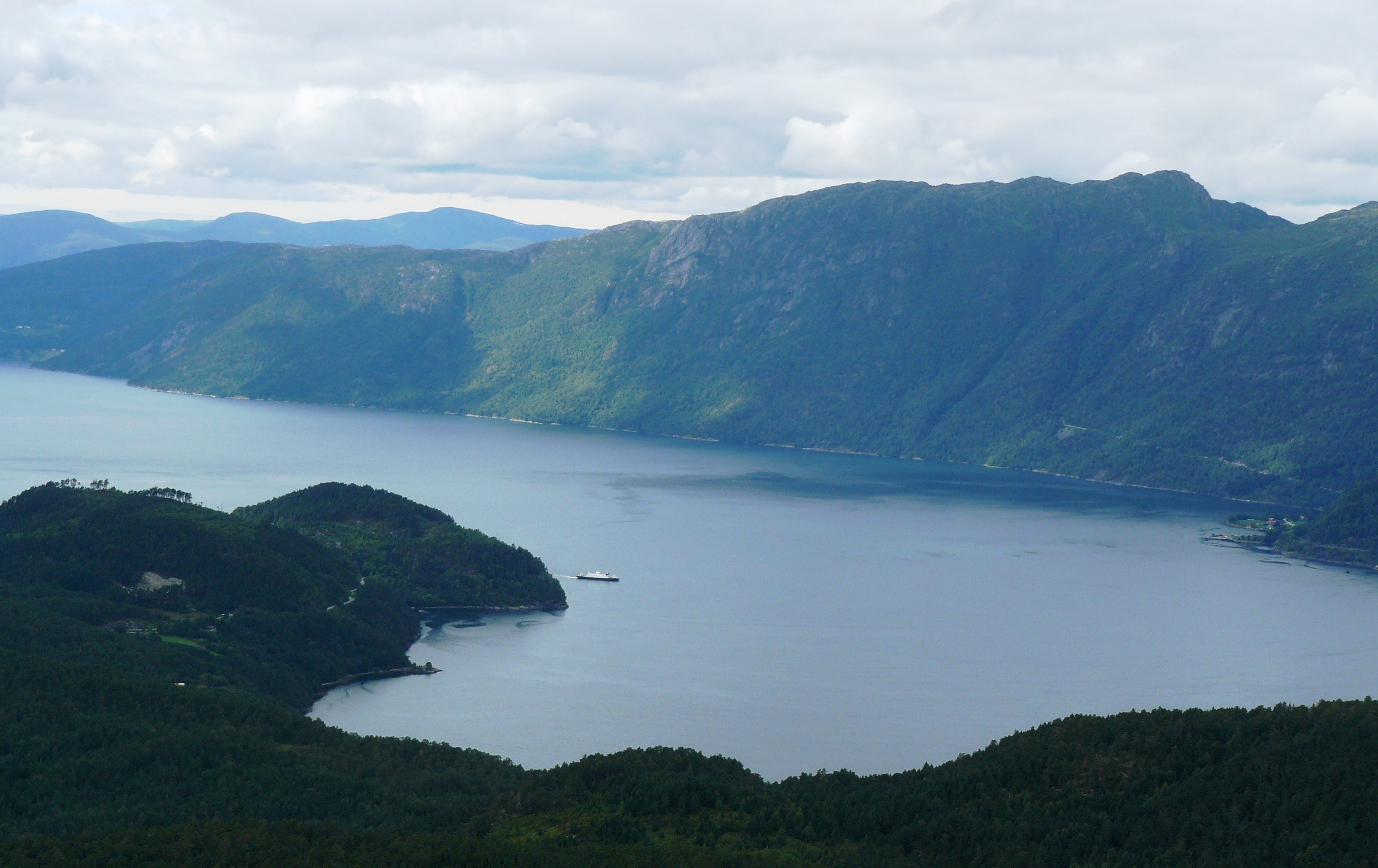
Нордфійорд і пором E39 Лоте-Анда

- 5 збігається з E39 від Ская до Форде
- 13 на Москоґ
- 5 Форде
- Аеропорт Форде
- 57 в Еспеленн

Гоянґер
- 55 у Вадгаймі
- Боґстуннелен (3 482 м)
- Лавік
- пором із Лавіка до Ітре-Оппедала (20 хв., 1–2 відправлення на годину, платний)

Ґюлен
- Ітре-Оппедал
- Скрікеберґтуннелен (1500 м)
- Єрнфйєллтуннелен (2391 м)

Масфіорден
- Тунель Матреберґ (1352 м)
- Масфіордський тунель (4110 м)

Алвер
- Тунель Айкефет (4910 м)
- Мунналсберзький тунель (1085 м)
- 57 у Кнарвік
- Міст Гаґелсунн (623 м)

- Міст Нордгордланн (Нордгордланнсбруа) (1614 м)

Берґен
- E16 у Ніборґ
- Автобан Веґсботн — Айдсвеґ (5 км)
- Флейфйєллстунеллен (два паралельних тунелі, 3195 і 3825 м)
- Берґен
- 3 платні станції в Сандвікен, Нуґердсброен та Фіосанґервайен
- Аеропорт Берґен, Флесланн

Б'єрнафіорден
- Пором із Галг'єм до Сандвіквег (40 хв., 2 рейси на годину, платний)

Фітьяр
Стур
- 49 у Йєктевік
- Міст Стурабруа/Стур (1076 м)
- Тунель Бемлафіордтунеллен/Бемлафіорд (7888 м, 262 м нижче р. м.)

Свайо

### Фюльке Рогаланн
Тисвер
- E134 в Аксдал

Бокн
- Пором з Арсвоґена до Мортавіки

Ставанґер
- Мастрафіордтуннелен (4424 м)
- Біфіордтуннелен (5875 м)

Рандаберґ
Ставанґер
- 2 платні станції в Рандаберґвайен та Форус
- Автобан Шанхеголен — Сандвед (12 км)
- Аеропорт Ставанґер, Сола

Саннес
Йєсдал
Б'єркрайм
Айґерсунн
Лунн

### Фюльке Аґдер

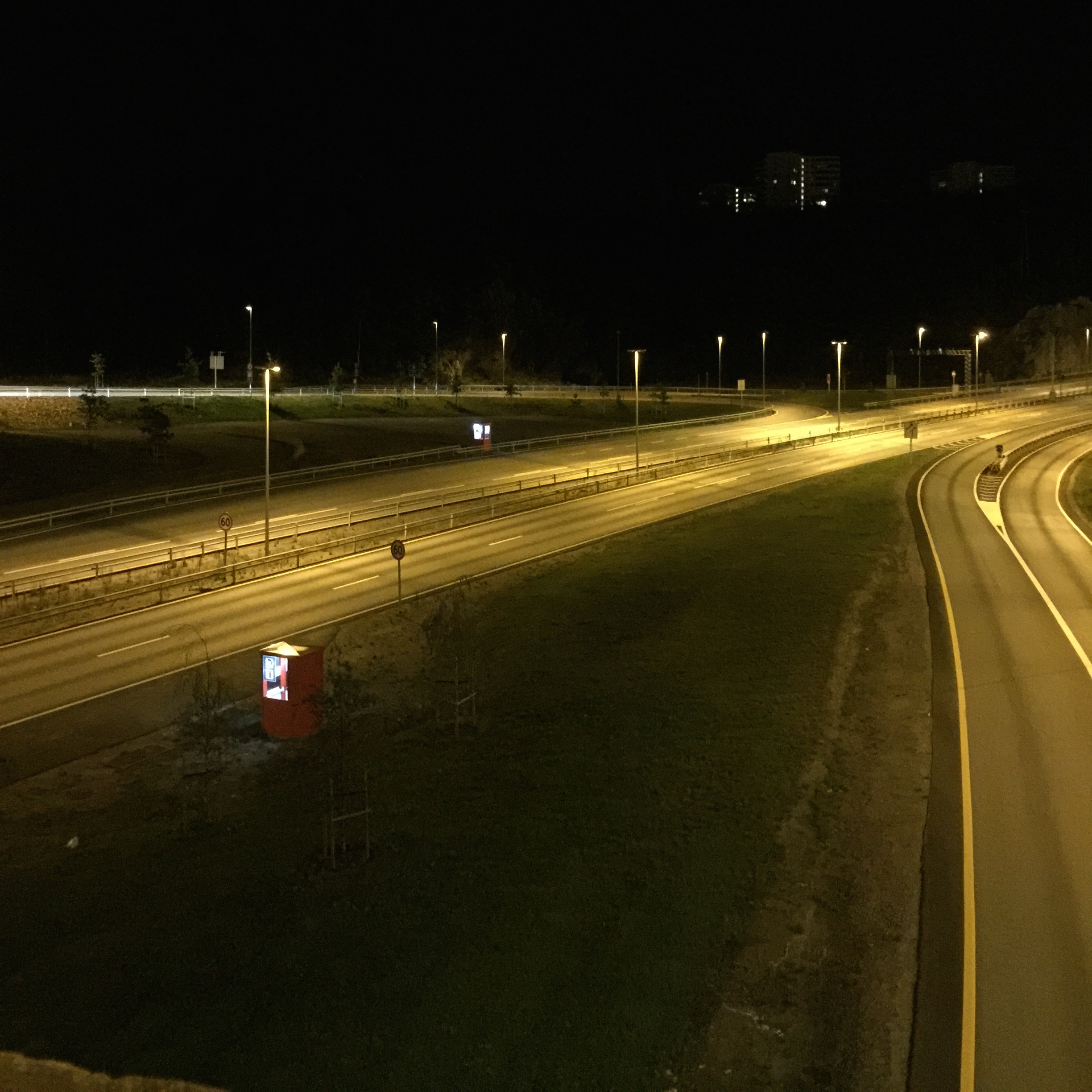
Вестервайен у Крістіансенні

Флеккефіорд
Квінесдал
- Міст Федафіорден
- Ватланнтуннелен (3184 м)

Лінґдал
- Платний термінал у Лінґдалі

Ліндеснес
- Кіркегайтуннелен (835 м)

Крістіансанн
- Оплата за Вестервайен у Крістіансенні
- E18У Крістіансанні
- E39 Гіртсгал, Данія (2–3 години, 2–5 виїздів/день, плата)

### Внутрішні пороми
Пороми E39 експлуатуються компанією Fjord1, за винятком порому Volda-Folkestad, яким керує Norled.

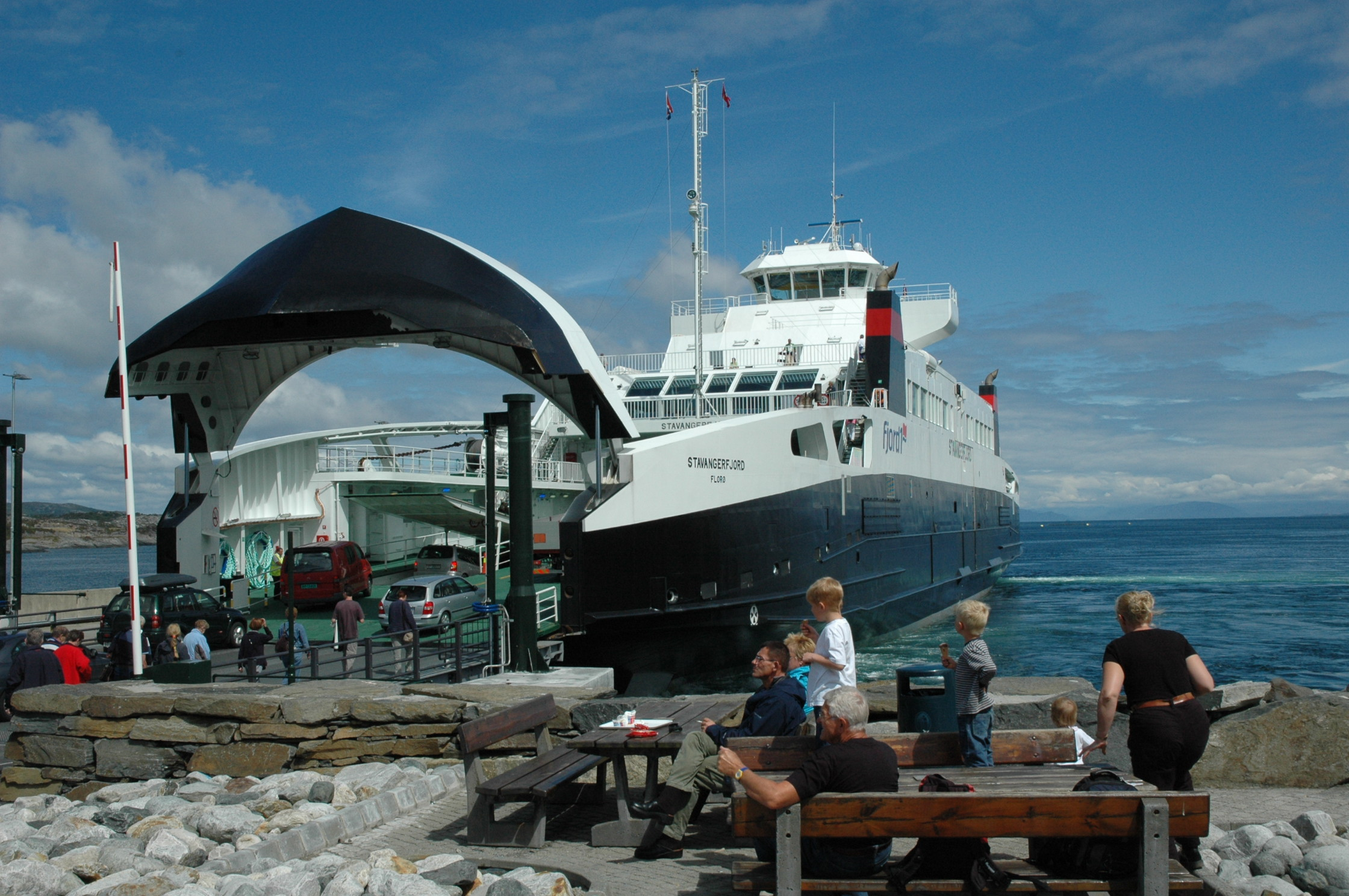
Паром із Fjord1 у доці Арсвоген.

Внутрішні автомобільні пороми на E39 розглядаються як невід'ємна частина національних автомагістралей. Пороми працюють відповідно до опублікованого розкладу та стандартних цін на транспортні засоби та пасажирів. [Архівовано 14 липня 2019 у Wayback Machine.]  [Архівовано 24 вересня 2020 у Wayback Machine.] E39 включає такі пороми з Півночі на Південь (приблизний час переправи у хвилинах):
- Галса — Канестраум 20 хв.
- Молде — Вестнес 35 хв.
- Солевоґ — Фестея 20 хв.
- Волда — Фолкестад 10 хв.
- Анда — Лоте 10 хв.
- Лавік — Оппедал 20 хв.
- Налг'єм — Саннвіквоґ 45 хв.
- Арсвоґен — Мортавіка 25 хв.

Норвезький уряд планує замінити усі пороми в Норвегії мостами та тунелями. Це стосується деяких найдовших запропонованих прольотів мостів.

### Історія
У 1786 р. було прийнято королівське рішення встановити поштовий шлях між Берґеном і Тронгеймом. Із моменту встановлення пошти в Норвегії в 1647 р. і до того часу вся пошта між цими містами надходила до Осло. Для початку маршрут був призначений для великих частин, придатних лише для прогулянок та верхової їзди, але в наступні десятиліття він був перебудований, щоб пропустити кінні екіпажі. Кілька ділянок вимагали човна. Маршрут був Берґен — Асане — Гордвік — (човен над Салгусфіорден) — Ісдал — Гуннвін — Ґюлен — Рутледал — (човен над Соґнефіорд) — Лайрвік (Гіллестад) — Флекке — Дале — Биґстад — Форде — Йолстер — Ґлоппен — (човен над Нордфіордом) — Фалайде (Стрин) — Горніндаль — Геллезилт — Странна — (човен по Шторфіорден) — Шеголт — Вестнес — (човен над Ромсдалсфіорден) — Молде — Анґвік — (човен над Тінґволфіорден) — Тинґволл — (човен над Галсафіорд) — Штанґвік — Скай — Ріндал — Орканґер — Тронгейм. Рішення 1786 року також включало поштовий маршрут між Ставанґером та Берґеном. У 1858 році пошта була перенаправлена на нещодавно створені пароплави Берґен — Вадгайм, а поштовий маршрут змінився на Вадгайм — Санне — Форде, частинами саме по сьогоднішньому маршруту.
Із 1990 р. ряд довгих мостів і тунелів замінили чотири пороми. Мостами та тунелями є:
- Міст Нордгордланн (1994)
- Міст Йємнессунн та міст Берґсойсунн (1992)
- Міст Стур та тунель Бемлафіорд (2000)
- Квівенський тунель та подальші тунелі (2012)

Інші великі дорожні проекти включають:
- Клетт — Орканґер (2005)
- Орканґер — Геґк'єлен (2015)
- Тунель Лоте (1966)
- Тунель Боґс (2004) та сусідній тунель Норевік (2012)
- Масфіордський тунель та сусідні тунелі (1986—1995)
- Тунель Айкефет (1980)
- Тунель Флейф'єл (1989)
- Тунель Мастрафіорд (1982)

Маршрут Тронгейм — Олесунн — Берґен — Ставанґер — Крістіансанн був названий E39 у 2000 році. Крістіансанн — Ставанґер раніше був риксвегом 1 (національна магістраль 1, «прибережна дорога») з 1992 року, а риксвегом 14 — до 1992 року. Ставанґер — Крістіансанн був частиною E18, а Тронгейм — Крістіансунн — риксвег 65 та риксвег 71.

### Майбутнє
- Довжина 15-кілометрів-long (9,3 миля) автострада на південь від Берґена будується і повинна бути закінчена в 2022 році.
- Найглибший і найдовший у світі підводний дорожній тунель довжиною 27-кілометрів-long (17 миля) та 392-метри-deep (1 286 фут) Рогфаст, розпочато (перші вибухові роботи) у 2018 році та, як очікується, буде відкрито у 2028–29.
- Весь маршрут від Ставанґера до Крістіансанна планується перебудувати до 4-смугової автомагістралі до 2030 року, загалом 144 кілометри (89 миля) залишився (станом на 2021 рік) для будівництва.
- У планах замінити кожне поромне сполучення фіксованим сполученням. Їх сім, але кожен представляє дорогий технічний виклик, оскільки фіорди широкі і дуже глибокі, тому плани суперечливі та невизначені (крім Рогфаста).[6]
Окрім «Рогфасту», два проекти мають часовий план, хоча і затримується:
  - Гордфаст (на південь від Берґена) є пріоритетним, оскільки має найбільшу кількість поромів, п'ять працюють і другий за обсягом транспортний рух після Рогфаста. Це пріоритет, незважаючи на те, що це, мабуть, технічно найскладніший з усіх цих переходів. Планується п'ятикілометровий плавучий міст через Б'орнафіорден, новий світовий рекорд, у бурхливій місцевості, з очищенням для суднового руху нижче. І підвісний міст через Лангенюен завдовжки 1 700-метрів-long (5 600 фут), одна з найдовших у світі.
  - Перехід через Ромсдалсфіорден (Олесунн — Молде) 22-кілометри-long (14 миля) підводний тунель. Початок будівництва планується близько 2030 року.

## Пором Норвегія— Данія
Міжнародний автомобільний пором, який експлуатується Color Line: та Fjord Line (Seasonal).
Крістіансенд — Гіртсгалс 3 години 15 хвилин

## Данська частина

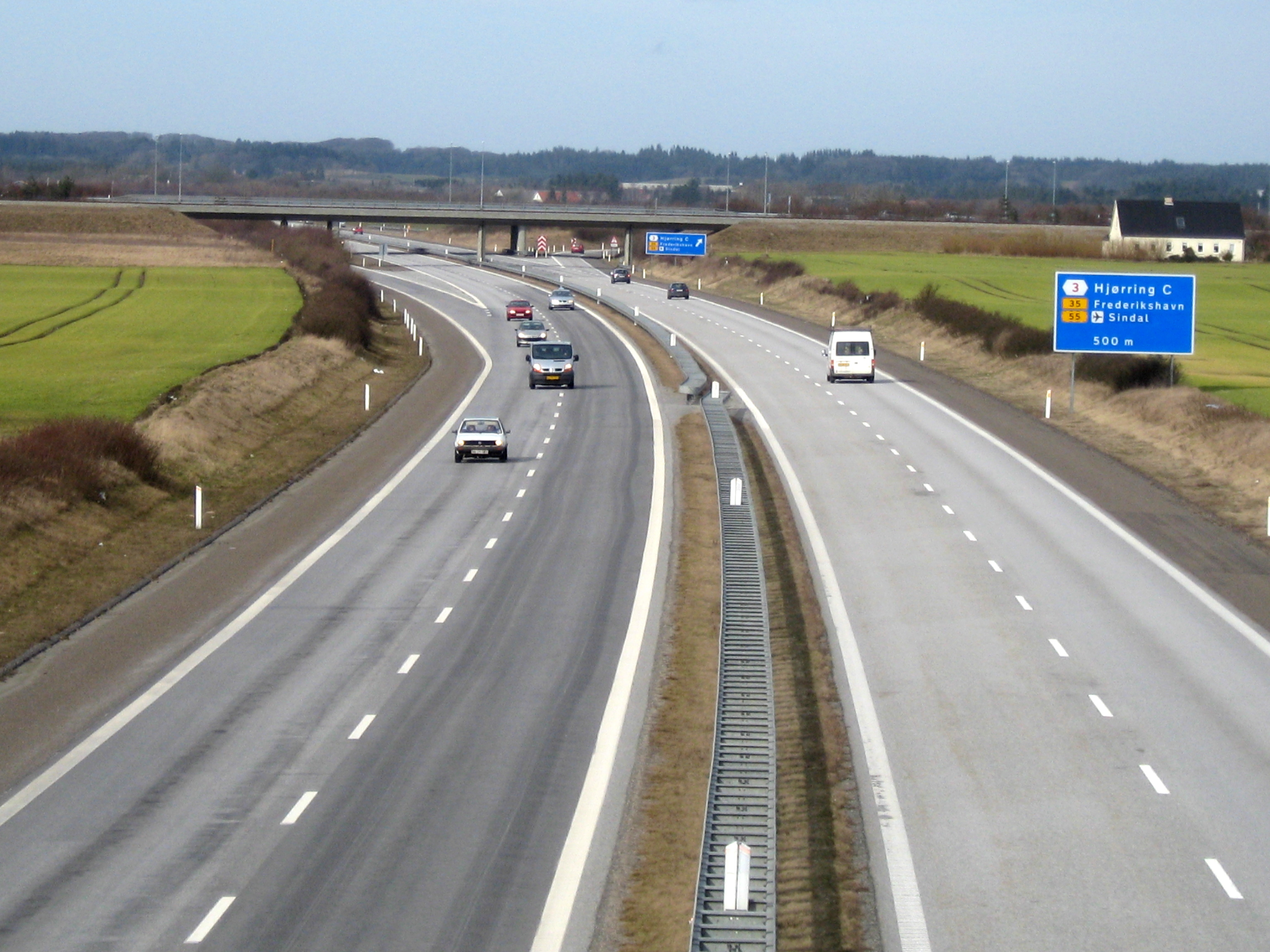
E39 у Данії, вихід 3

З Норвегії E39 іде поромом із Крістіансанна до Гіртсгалса на півночі Данії. Поромами керують компанії Colorline та Fjordline. У Данії E39 — це автомагістраль з півдня Гіртсгалса на північ від Ольборга. Виходи:
- Абен
- 2 Йеринг Н
- 3 Йеринг C
- 4 Йеринг S
- 5 Вре
- 6 Бреннерслев Ц
- 7 Бреннерслев С
- | Сторе Вілдмосе
- 8 Тилструп
- 9 Вестб'єрг
- 10 Йовеєн → Аеропорт Ольборг
- E45 Ольборг, Орхус